# 矢掛町
矢掛町（日语：／ Yakage chō */?）是位于日本岡山縣西南部的行政區劃，主要聚落位於小田川沿岸的矢掛和小田兩個地區，轄區則包括以此兩地為中心的盆地區域，周圍區域為高度約500公尺以內的丘陵，屬於岡山都市圈的範圍。
過去曾為山陽道的宿場町，現也以此為主題發展觀光。

## 人口
| 矢掛町人口分布圖 |                                               |  |
| 矢掛町與日本全國年齡別人口分布比較圖 （2005年資料） | 矢掛町的年齡、男女別人口分布圖 （2005年資料） |  |
| ■紫色是矢掛町 ■綠色是全国 | ■藍色是男性 ■紅色是女性                       |  |
| 矢掛町人口變化 \| 1970年 \| 18,665人 \| \| \| 1975年 \| 18,424人 \| \| \| 1980年 \| 18,400人 \| \| \| 1985年 \| 17,869人 \| \| \| 1990年 \| 17,306人 \| \| \| 1995年 \| 16,803人 \| \| \| 2000年 \| 16,230人 \| \| \| 2005年 \| 15,713人 \| \| \| 2010年 \| 15,092人 \| \| \| 2015年 \| 14,201人 \| \| \| 2020年 \| 13,414人 \| \| |                                               |  |
| 資料來源：日本總務省統計中心提供之人口普查數據 |                                               |  |
| 1970年 | 18,665人                                      |  |
| 1975年 | 18,424人                                      |  |
| 1980年 | 18,400人                                      |  |
| 1985年 | 17,869人                                      |  |
| 1990年 | 17,306人                                      |  |
| 1995年 | 16,803人                                      |  |
| 2000年 | 16,230人                                      |  |
| 2005年 | 15,713人                                      |  |
| 2010年 | 15,092人                                      |  |
| 2015年 | 14,201人                                      |  |
| 2020年 | 13,414人                                      |  |

## 历史
過去在令制國時代屬於備中國小田郡，矢掛町現在的主要市區過去即是山陽道途中的一個聚落，過去的地名也曾使用相同發音的漢字「屋影」或「屋蔭」。14世紀時，擔任九州探題的今川了俊就曾留下在矢掛住宿的紀錄；17世紀江戶時代最初被劃為松山藩的領地，在江戶幕府實施了參勤交代的制度後，矢掛被選為西國街道的宿場，開始建立本陣、脇本陣、問屋場等設施，1699年後，改成為庭瀨藩的領地。
19世紀末明治維新實施廢藩置縣後，本地一度分屬倉敷縣、庭瀨縣、麻田縣，1871年過去備中國的全部地區與備後國的東部區域一同被整併為深津縣，隔年因縣廳遷移更名為小田縣，1875年隨著小田縣被併入岡山縣。
1889年日本實施町村制，現在的轄區在當時分屬矢掛村、美川村、三谷村、山田村、中川村、川面村、小田村共七個行政區劃，矢掛村和小田村先後在1896年及1925年升格改制為矢掛町。和小田町。
1954年矢掛町與美川村、三谷村、山田村、川面村、中川村合併為新設置的矢掛町，小田町隨後也在1961年併入。

### 變遷表
| 1889年6月1日 | 1889年 - 1926年      | 1926年 - 1954年     | 1955年 - 1989年          | 1989年 - 現在 | 現在   |
| ------------ | -------------------- | ------------------- | ------------------------ | ------------- | ------ |
| 矢掛村       | 1896年2月26日 矢掛町 | 1954年5月1日 矢掛町 | 1954年5月1日 矢掛町      | 矢掛町        | 矢掛町 |
| 美川村       |                      | 1954年5月1日 矢掛町 | 1954年5月1日 矢掛町      | 矢掛町        | 矢掛町 |
| 三谷村       |                      | 1954年5月1日 矢掛町 | 1954年5月1日 矢掛町      | 矢掛町        | 矢掛町 |
| 山田村       |                      | 1954年5月1日 矢掛町 | 1954年5月1日 矢掛町      | 矢掛町        | 矢掛町 |
| 中川村       |                      | 1954年5月1日 矢掛町 | 1954年5月1日 矢掛町      | 矢掛町        | 矢掛町 |
| 川面村       |                      | 1954年5月1日 矢掛町 | 1954年5月1日 矢掛町      | 矢掛町        | 矢掛町 |
| 小田村       | 1925年6月1日 小田町  | 1925年6月1日 小田町 | 1961年1月15日 併入矢掛町 | 矢掛町        | 矢掛町 |

## 交通
國道486號和井原鐵道井原線都是沿著小田川北側以東西向通過矢掛町，井原線在主要市區北側設有矢掛車站，往東往西都是約半小時可以至總社車站或神邊車站，一小時內可以抵達岡山市或福山市。
不過若乘車經岡山縣道35號倉敷成羽線往南可在半小時內抵達山陽新幹線的新倉敷車站，但是兩地之間並無固定行駛的客運。
町內的客運路線僅有井笠巴士公司的「笠岡〜矢掛線」和北振巴士的「矢掛 - 美星產直廣場線」，「笠岡〜矢掛線」可以自西南側的笠岡市笠岡車站經小田地區至矢掛市區，「矢掛 - 美星產直廣場線」則可往北至井原市美星町地區。
町公所開設的「ふれ愛巴士」則是以矢掛市區為中心，連結至町內各地。

### 鐵路
- 井原鐵道
  - 井原線：（←倉敷市） - 三谷車站 - 矢掛車站 - 小田車站 - （井原市→）

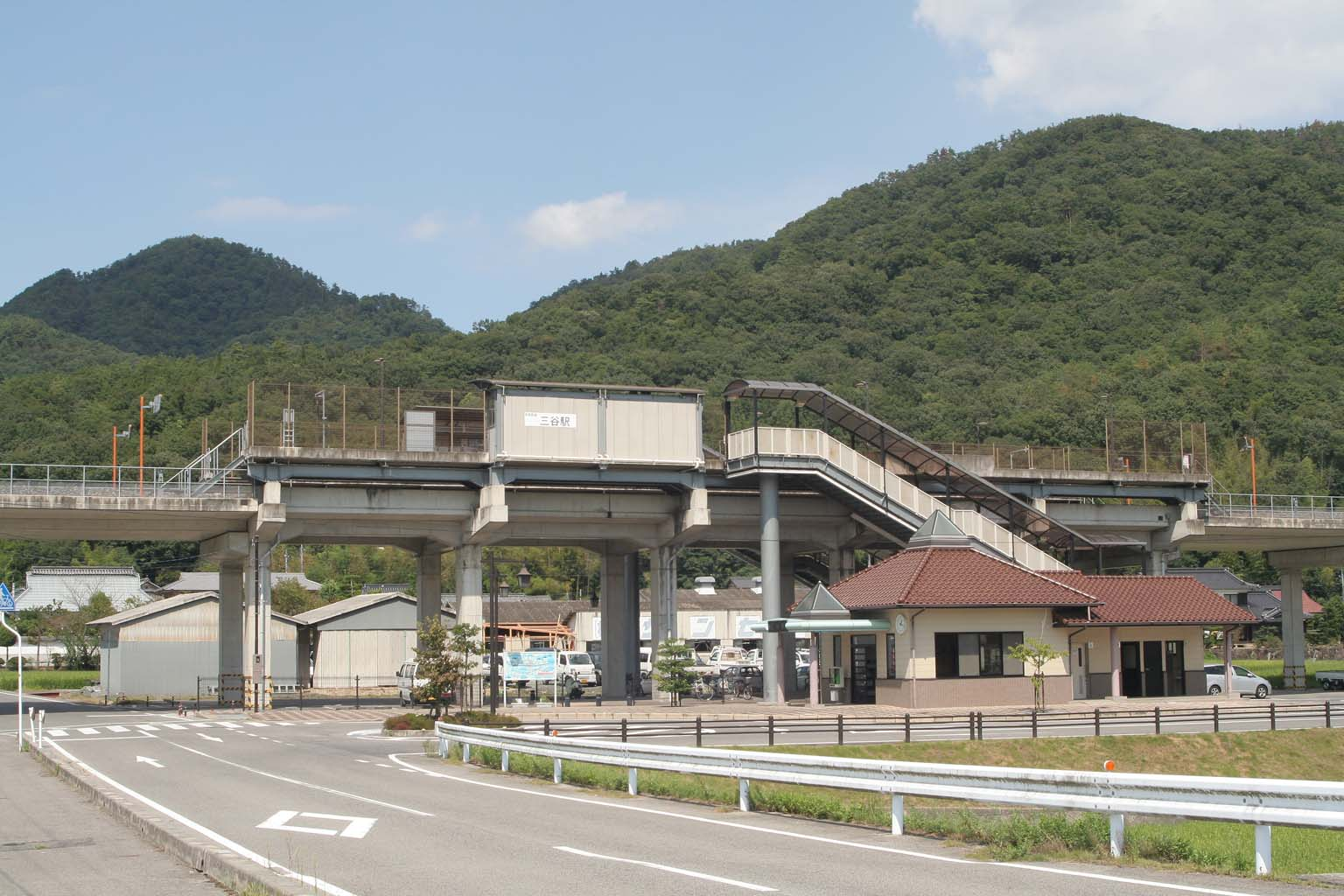
三谷車站
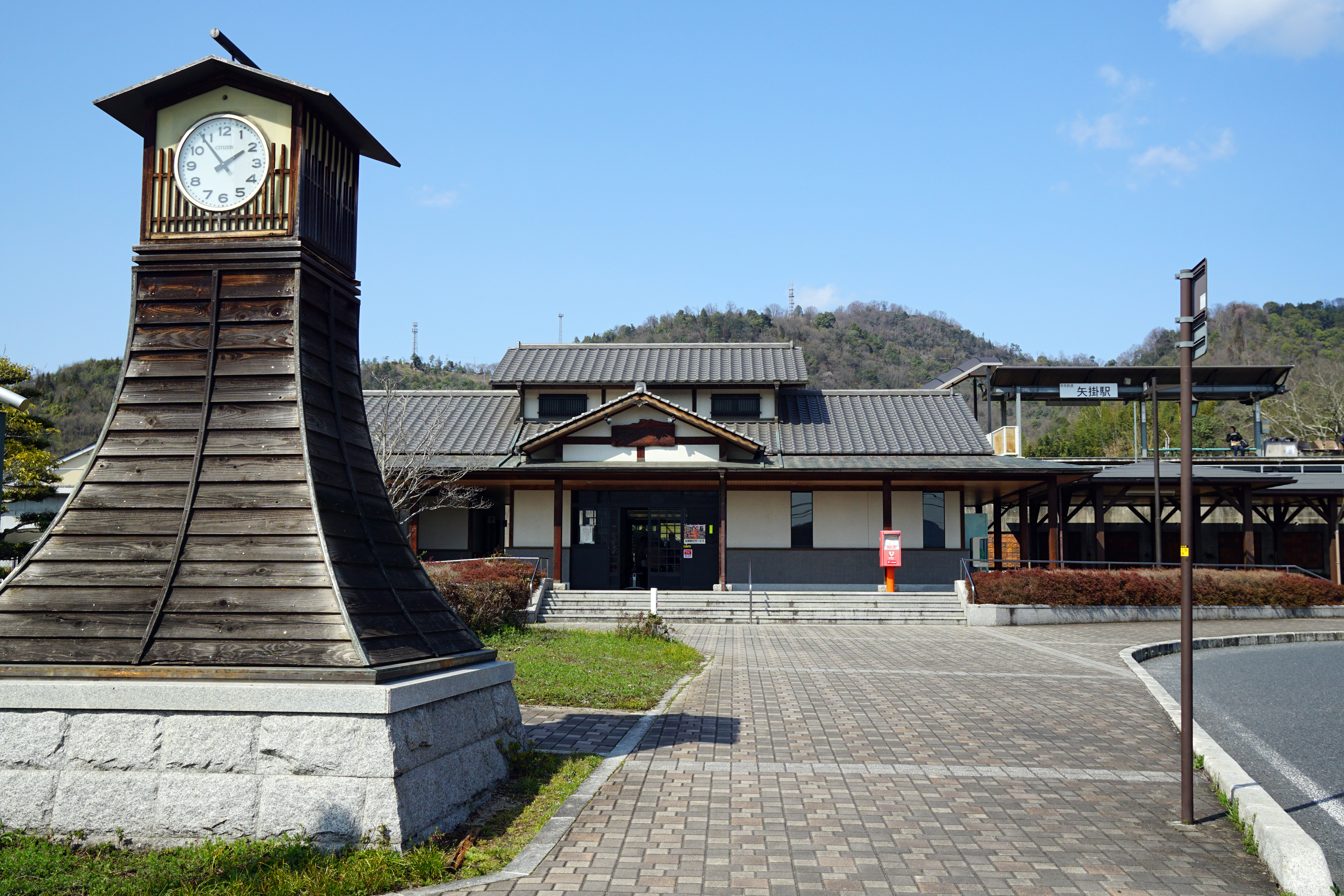
矢掛車站
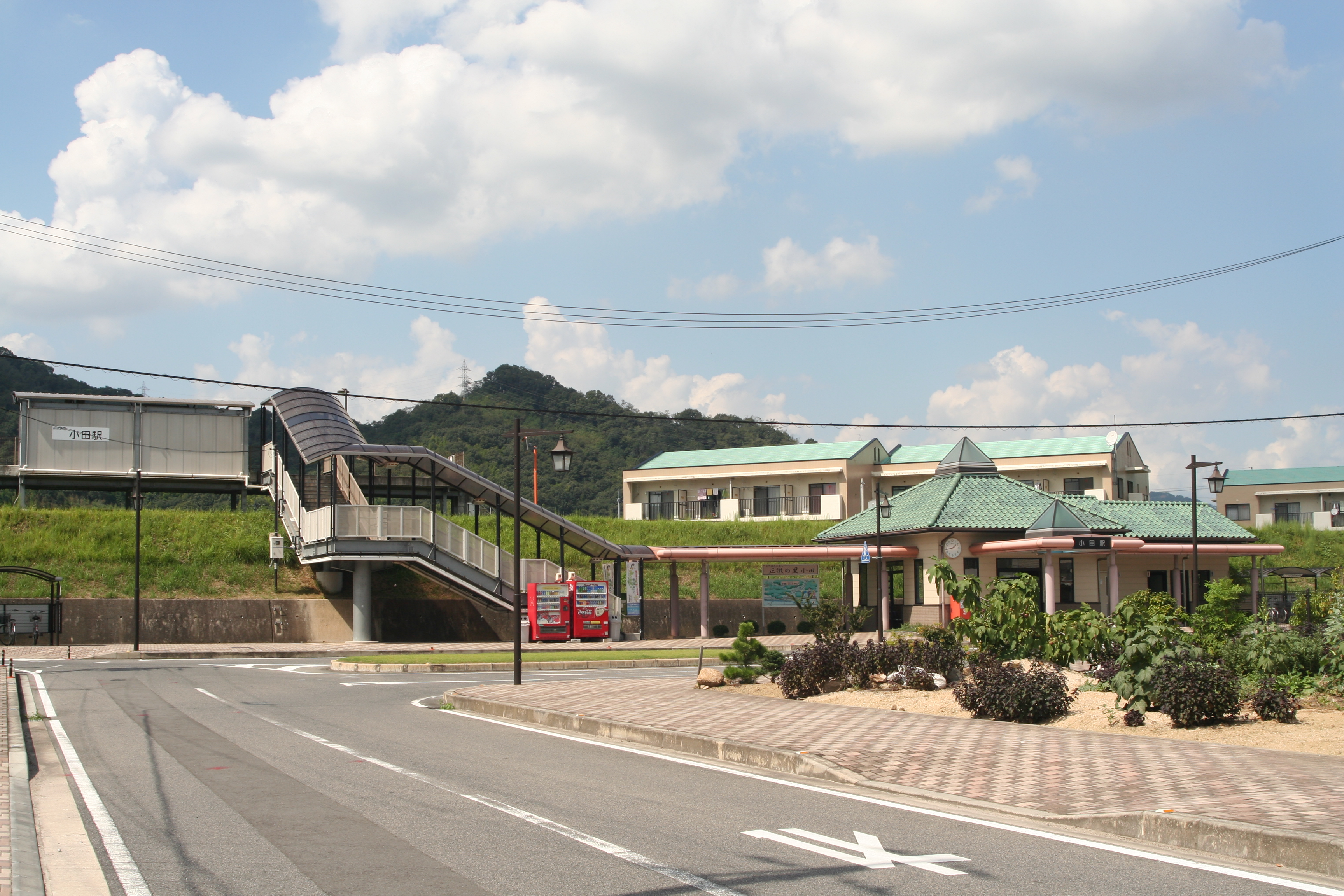
小田車站

## 觀光資源
現在的主要市區矢掛由於在17世紀至19世紀期間曾是西國街道上的宿場，此區域目前包括過去的本陣舊矢掛本陣石井家及脇本陣舊矢掛脇本陣高草家在內，仍有許多歷史悠久的建築被完整保留至今，整個老街區域在2020年被日本政府列入重要傳統的建造物群保存地區，也是目前全日本唯一本陣和脇本陣都被保留下來的宿場。
為了讓觀光客可以深入這片老街，當地也活用老街中的建築規劃「分散型宿泊施設」，將許多閒置建築結合起來作為供觀光客使用的住宿設施，一旁的道之站山陽道矢掛宿也和其他地方不同，裡面並不販售紀念品或餐飲食物，而是希望讓觀光客可以直接進入老街的商店中。
在每年11月的第二個星期日，在老街上會舉行「矢掛宿場祭・大名行列」，重現過去江戶時代因參勤交代來到矢掛的大名隊伍。

## 外部連結
- （日語） 宿場町矢掛的Facebook專頁
- （日語） YouTube上的矢掛町頻道